# ینیکوف (ناحیه تپلیتسه)
ینیکوف (به چکی: Jeníkov) یک منطقهٔ مسکونی در جمهوری چک است که در ناحیه تپلیتسه واقع شده‌است. ینیکوف ۷٫۷۳ کیلومتر مربع مساحت و ۸۷۳ نفر جمعیت دارد و ۲۵۰ متر بالاتر از سطح دریا واقع شده‌است.